# Matthias Bühler
Matthias Bühler (né le 2 septembre 1986 à Lahr/Schwarzwald) est un athlète allemand, spécialiste du 110 m haies.
Il remporte le titre national du 110 m haies à six reprises.
Le 27 juillet 2012, il bat son record personnel à Weinheim en 13 s 34. Il égale ce record lors des demi-finales des Championnats du monde à Pékin, le 27 août 2015.
Le 18 juin 2016, il court en 13 s 44 à Cassel. En juillet 2016, il est sélectionné pour faire partie de l'équipe allemande des Jeux olympiques de Rio.